# Ricardo Bochini
Ricardo Enrique Bochini (Zárate, 1954. január 25. –) világbajnok argentin válogatott labdarúgó.

## Pályafutása

### Klubcsapatban
Pályafutása során egyetlen klubcsapatban, az Independientében játszott. 1972 és 1991 között volt a klub játékosa, ezáltal részese volt a csapat aranykorszakának. Az Independiente színeiben négyszer nyerte meg az argentin bajnokságot, ötször a Libertadores-kupát, két alkalommal pedig az interkontinentális kupát.

### A válogatottban
1973 és 1986 között 28 alkalommal szerepelt az argentin válogatottban.  Részt vett az 1986-os világbajnokságon, ahol az elődöntőben Jorge Burruchagát váltva Belgium ellen játszott pár percet. 

## Sikerei, díjai

### Játékosként
Independiente
- Argentin bajnok (4): Nacional 1977, Nacional 1978, Metropolitano 1983, 1988–89
- Copa Libertadores (5): 1972, 1973, 1974, 1975, 1984
- Copa Interamericana (3): 1973, 1974, 1976
- Interkontinentális kupa (2): 1973, 1984

Argentína
- Világbajnok (1): 1986

## Lásd még
- Egycsapatos labdarúgók listája